# (7328) Casanova
(7328) Casanova ist ein Asteroid des Hauptgürtels, der am 20. September 1984 vom tschechischen Astronomen Antonín Mrkos am Kleť-Observatorium (IAU-Code 046) in der Nähe der Stadt Český Krumlov in Südböhmen entdeckt wurde.
Der Asteroid wurde am 24. Januar 2000 nach dem venezianischen Juristen, Schriftsteller und Bibliothekar, Dichter, Philosophen und Übersetzer, Chemiker, Alchemist und Mathematiker, Historiker und Diplomaten, Glücksspieler und Geheimagenten, Freimaurer und Abenteurer Giacomo Casanova (1725–1798) benannt, der durch die Schilderungen zahlreicher Liebschaften, aber auch durch seinen Ausbruch aus dem Staatsgefängnis unter dem Dach des Dogenpalasts bekannt wurde.
Der Himmelskörper gehört zur Eunomia-Familie, einer nach (15) Eunomia benannten Gruppe, zu der vermutlich fünf Prozent der Asteroiden des Hauptgürtels gehören.